# Campeonato Mundial de Esqui Estilo Livre de 2021 - Slopestyle masculino
A prova do slopestyle masculino do Campeonato Mundial de Esqui Estilo Livre de 2021 foi realizada nos dias 11 e 13 de março na cidade de Aspen nos Estados Unidos. 

## Medalhistas
| Ouro                 | Prata                 | Bronze          |
| Andri Ragettli (SUI) | Colby Stevenson (USA) | Alex Hall (USA) |

## Resultados

### Qualificação
Um total de 50 esquiadores participaram da competição.  Os 6 melhores de cada bateria avançaram para a final. 
Bateria 1
| Colocação | Bib | Ordem de corrida | Nome               | Nacionalidade | Corrida 1 | Corrida 2 | Melhor | Notas |
| --------- | --- | ---------------- | ------------------ | ------------- | --------- | --------- | ------ | ----- |
| 1         | 1   | 1                | Andri Ragettli     | Suíça         | 90.25     | 91.00     | 91.00  | Q     |
| 2         | 7   | 2                | Evan McEachran     | Canadá        | 24.00     | 89.50     | 89.50  | Q     |
| 3         | 4   | 5                | Birk Ruud          | Noruega       | 54.50     | 88.50     | 88.50  | Q     |
| 4         | 12  | 11               | Finn Bilous        | Nova Zelândia | 81.00     | 88.00     | 88.00  | Q     |
| 5         | 17  | 25               | Oliwer Magnusson   | Suécia        | 87.50     | 37.75     | 87.50  | Q     |
| 6         | 5   | 4                | Jesper Tjäder      | Suécia        | 72.75     | 86.50     | 86.50  | Q     |
| 7         | 13  | 7                | Ferdinand Dahl     | Noruega       | 65.00     | 86.00     | 86.00  |       |
| 8         | 52  | 15               | Kuura Koivisto     | Finlândia     | 85.50     | 19.00     | 85.50  |       |
| 9         | 21  | 20               | Taisei Yamamoto    | Japão         | 83.25     | 83.75     | 83.75  |       |
| 10        | 30  | 8                | Lukas Müllauer     | Áustria       | 77.00     | 82.25     | 82.25  |       |
| 11        | 26  | 19               | Thibault Magnin    | Espanha       | 80.50     | 46.00     | 80.50  |       |
| 12        | 18  | 16               | Tyler Harding      | Reino Unido   | 74.50     | 18.00     | 74.50  |       |
| 13        | 25  | 22               | Ben Barclay        | Nova Zelândia | 31.50     | 71.50     | 71.50  |       |
| 14        | 33  | 13               | Gen Fujii          | Japão         | 69.00     | 3.25      | 69.00  |       |
| 15        | 43  | 6                | Simo Peltola       | Finlândia     | 63.50     | 36.50     | 63.50  |       |
| 16        | 39  | 17               | Timothé Sivignon   | França        | 60.75     | 51.75     | 60.75  |       |
| 17        | 22  | 12               | Édouard Therriault | Canadá        | 57.00     | 50.00     | 57.00  |       |
| 18        | 46  | 14               | Vincent Maharavo   | França        | 50.00     | 55.75     | 55.75  |       |
| 19        | 48  | 24               | Bailey Johnson     | Austrália     | 51.25     | 7.50      | 51.25  |       |
| 20        | 37  | 21               | David Zehentner    | Alemanha      | 37.50     | 47.00     | 47.00  |       |
| 21        | 42  | 18               | Leonardo Donaggio  | Itália        | 42.00     | 14.00     | 42.00  |       |
| 22        | 9   | 3                | Christian Nummedal | Noruega       | 34.00     | 10.25     | 34.00  |       |
| 23        | 29  | 10               | Nils Rhyner        | Suíça         | 14.00     | 31.25     | 31.25  |       |
| 24        | 51  | 23               | Samuel Baumgartner | Áustria       | 19.25     | 30.75     | 30.75  |       |
| 25        | 34  | 9                | Gus Kenworthy      | Reino Unido   | DNS       | DNS       | DNS    | DNS   |

Bateria 2
| Colocação | Bib | Ordem de corrida | Nome               | Nacionalidade  | Corrida 1 | Corrida 2 | Melhor | Notas |
| --------- | --- | ---------------- | ------------------ | -------------- | --------- | --------- | ------ | ----- |
| 1         | 20  | 6                | Alex Hall          | Estados Unidos | 92.25     | 60.25     | 92.25  | Q     |
| 2         | 6   | 1                | James Woods        | Reino Unido    | 66.25     | 91.25     | 91.25  | Q     |
| 3         | 3   | 3                | Colby Stevenson    | Estados Unidos | 90.25     | 88.75     | 90.25  | Q     |
| 4         | 11  | 9                | Antoine Adelisse   | França         | 87.75     | 9.25      | 87.75  | Q     |
| 5         | 28  | 11               | Max Moffatt        | Canadá         | 43.00     | 86.75     | 86.75  | Q     |
| 6         | 14  | 15               | Kim Gubser         | Suíça          | 86.00     | 37.75     | 86.00  | Q     |
| 7         | 27  | 22               | Henrik Harlaut     | Suécia         | 25.00     | 85.25     | 85.25  |       |
| 8         | 59  | 5                | Cody Laplante      | Estados Unidos | 71.75     | 84.50     | 84.50  |       |
| 9         | 23  | 8                | Teal Harle         | Canadá         | 83.25     | 33.25     | 83.25  |       |
| 10        | 24  | 23               | Ralph Welponer     | Itália         | 52.00     | 80.00     | 80.00  |       |
| 11        | 10  | 4                | Javier Lliso       | Espanha        | 77.50     | 71.25     | 77.50  |       |
| 12        | 36  | 20               | Chris McCormick    | Reino Unido    | 13.00     | 70.50     | 70.50  |       |
| 13        | 31  | 7                | Hannes Rudigier    | Áustria        | 62.00     | 60.00     | 62.00  |       |
| 14        | 44  | 10               | Vincent Veile      | Alemanha       | 33.75     | 60.25     | 60.25  |       |
| 15        | 2   | 2                | Mac Forehand       | Estados Unidos | 58.75     | 28.25     | 58.75  |       |
| 16        | 41  | 18               | Luca Harrington    | Nova Zelândia  | 11.75     | 50.25     | 50.25  |       |
| 17        | 60  | 25               | John Parker        | Hong Kong      | 10.75     | 49.75     | 49.75  |       |
| 18        | 32  | 17               | Julius Forer       | Áustria        | 44.50     | 34.00     | 44.50  |       |
| 19        | 19  | 12               | Oscar Wester       | Suécia         | 26.50     | 40.50     | 40.50  |       |
| 20        | 49  | 19               | Francisco Salas    | Chile          | 38.75     | 14.75     | 38.75  |       |
| 21        | 16  | 13               | Sebastian Schjerve | Noruega        | 36.00     | 32.75     | 36.00  |       |
| 22        | 45  | 14               | Mateo Bonacalza    | Argentina      | 31.75     | 23.00     | 31.75  |       |
| 23        | 40  | 16               | Miika Virkki       | Finlândia      | 29.25     | 13.75     | 29.25  |       |
| 24        | 50  | 21               | Aleksi Patja       | Finlândia      | 4.75      | 15.75     | 15.75  |       |
| 25        | 35  | 24               | Harry Wright       | Reino Unido    | 15.50     | 5.50      | 15.50  |       |

### Final
A final foi iniciada no dia 13 de março às 09h30. 
| Colocação         | Bib | Ordem de corrida | Nome             | Nacionalidade  | Corrida 1 | Corrida 2 | Corrida 3 | Melhor |
| ----------------- | --- | ---------------- | ---------------- | -------------- | --------- | --------- | --------- | ------ |
| Medalha de ouro   | 1   | 11               | Andri Ragettli   | Suíça          | 72.38     | 85.43     | 90.65     | 90.65  |
| Medalha de prata  | 3   | 8                | Colby Stevenson  | Estados Unidos | 67.16     | 89.55     | 39.43     | 89.55  |
| Medalha de bronze | 20  | 12               | Alex Hall        | Estados Unidos | 44.70     | 16.28     | 86.01     | 86.01  |
| 4                 | 6   | 10               | James Woods      | Reino Unido    | 84.76     | 79.90     | 53.31     | 84.76  |
| 5                 | 14  | 1                | Kim Gubser       | Suíça          | 46.61     | 81.78     | 50.55     | 81.78  |
| 6                 | 17  | 4                | Oliwer Magnusson | Suécia         | 69.55     | 57.41     | 81.63     | 81.63  |
| 7                 | 4   | 7                | Birk Ruud        | Noruega        | 81.46     | 33.96     | 25.81     | 81.46  |
| 8                 | 7   | 9                | Evan McEachran   | Canadá         | 74.61     | 20.30     | 12.30     | 74.61  |
| 9                 | 12  | 6                | Finn Bilous      | Nova Zelândia  | 65.03     | 73.23     | 30.11     | 73.23  |
| 10                | 5   | 2                | Jesper Tjäder    | Suécia         | 53.83     | 40.40     | 66.40     | 66.40  |
| 11                | 28  | 3                | Max Moffatt      | Canadá         | 31.45     | 51.81     | 33.11     | 51.81  |
| 12                | 11  | 5                | Antoine Adelisse | França         | 17.25     | 17.38     | 25.95     | 25.95  |

Legenda
| Recorde mundial       | Recorde mundial (World record)               |                       | Recorde africano                      | Recorde africano (African) |                                           | Q | Classificado por posição (Qualified) |
| Recorde do campeonato | Recorde do campeonato (Championship record)  | Recorde da América    | Recorde da América (Americas)         | q                          | Classificado por melhor tempo (Qualified) |   |                                      |
| Melhor marca do ano   | Melhor marca do ano (World leading)          | Recorde asiático      | Recorde asiático (Asian)              | DNS                        | Não largou (Did not start)                |   |                                      |
| Recorde nacional      | Recorde nacional (National record)           | Recorde europeu       | Recorde europeu (European)            | DNF                        | Não terminou (Did not finish)             |   |                                      |
| Recorde pessoal       | Recorde pessoal do atleta (Personal best)    | Recorde da Oceania    | Recorde da Oceania (Oceania)          | DSQ / DQ                   | Desclassificado (Disqualified)            |   |                                      |
| Recorde da temporada  | Recorde da temporada do atleta (Season best) | Recorde sul-americano | Recorde sul-americano (South America) | NM                         | Sem marca (No mark)                       |   |                                      |